# Josef Regner

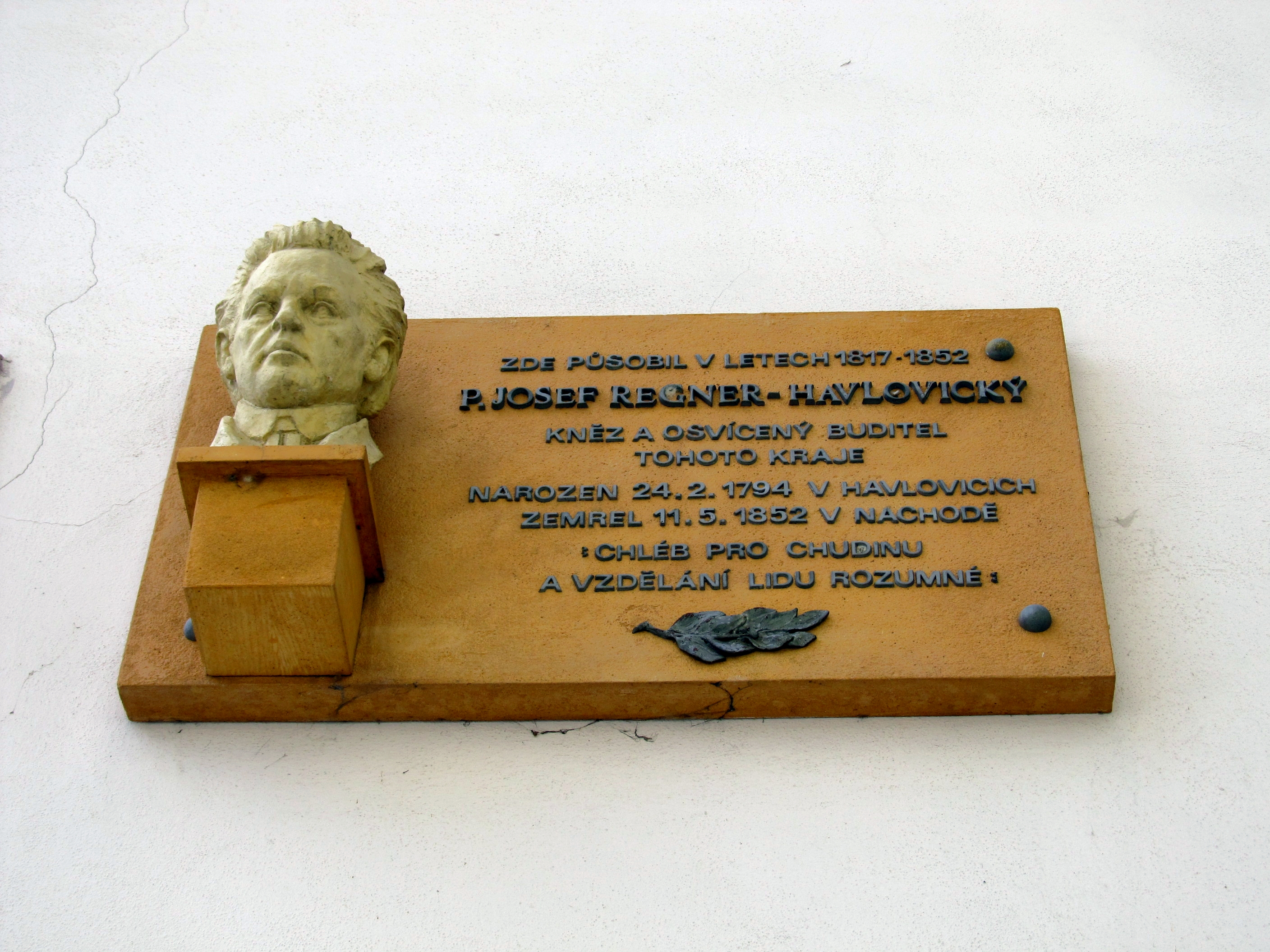
Gedenktafel für „Josef Regner-Havlovický“ in Náchod

Josef Regner (auch Joseph Regner; * 24. Februar 1794 in Havlovice, Königgrätzer Kreis; † 11. Mai 1852 in Náchod, Okres Náchod) war ein patriotisch gesinnter katholischer Priester, der sich große Verdienste um die Volkserziehung erwarb und als „Havlovický“ in die Literatur einging.

## Leben
Josef Regner entstammte einer Müllersfamilie. Nach dem Besuch des Braunauer Stiftsgymnasiums studierte er Katholische Theologie und Philosophie an der Prager Universität. Zu seinen Lehrern gehörte u. a. Bernard Bolzano. 1817 wurde Regner zum Priester geweiht und war zunächst Kaplan in Náchod, wo er den gleichgesinnten Kaplan Josef Myslimír Ludvík kennenlernte. Später war Regner Administrator an anderen Pfarreien des Bistums Königgrätz. Ab 1829 wirkte er als Hofkaplan auf dem Nachoder Schloss, das damals im Besitz der Herzogin Wilhelmine von Sagan war. Zwei Jahre später wurde er zum Pfarrer von Hronov berufen. 1845 folgte die Ernennung zum Náchoder Dekan und gleichzeitig zum bischöflichen Vikar und Schulaufseher für die Herrschaft Nachod. 
Schon während seiner Kaplanszeit war es Josef Regner ein Anliegen, die Lebensbedingungen der Kinder und Jugendlichen durch bessere Bildung zu heben. Zur Steigerung der Obsternte vermittelte er den Landwirten und den Jugendlichen die Technik der Veredelung von Obstbäumen. Auf seine Initiative und unter seiner Anleitung wurde der Náchoder Schlossberg mit Bäumen und Sträuchern bepflanzt. Als Pfarrer von Hronov setzte er sich für die Einführung neuer landwirtschaftlicher Methoden ein, die zu einer besseren Bodennutzung und einem höheren Ertrag führten. Um den Bergleuten seiner Gemeinde ein Einkommen zu sichern, erwarb er 1836 für zehn Jahre das Abbaurecht an der Wilhelminen-Grube in Žďárky. Er setzte sich für die Anwendung neuer Arbeitsmethoden im Handwerk und die Einführung neuer Produktionsmethoden ein, und hoffte, dass durch diese Maßnahmen die ökonomische Situation der Familien verbessert werden könne.
Nachdem sich die wirtschaftliche Situation der Heimweber in den 1840er Jahren durch die Schaffung mechanischer Webereien dramatisch verschlechterte, setzte sich Regner für die Gründung berufsbildender Schulen ein. Mit seiner Unterstützung errichtete die Stadt Nachod 1845 zwei Berufsschulen mit 85 Schülern. Sie konnten jedoch nur zwei Jahre in Betrieb bleiben und wurden 1847 aufgelöst.
Als Schulaufseher der Herrschaft Nachod verfolgte Regner eine Verbesserung des Schulsystems und legte besonderen Wert auf die Vaterlands- und Bürgerkunde sowie auf die Einführung technischer Fächer. Die Lehrer wurden angehalten, neue pädagogische Methoden anzuwenden und sich durch einschlägige Literatur weiter zu bilden. Für seine Schulreformen fand er Unterstützung beim zuständigen Schulminister Leo von Thun-Hohenstein. Zu Beginn des Schuljahres 1849/1850 wurde die Náchoder Hauptschule um eine dritte Klasse erweitert und die erste Klasse der Realschule gebildet, deren Leiter Josef Regner wurde.
Ab 1846 war Regner Korrespondierendes Mitglied der Patriotisch-ökonomischen Gesellschaft. Zudem war er Mitarbeiter der Zeitschrift „Týdeník hospodářsky“. Sein Grab befindet sich auf dem Friedhof der Kirche des Hl. Johannes des Täufers im Náchoder Stadtteil Staré Město.
Nachruhm erreichte Regner durch die nach seinem Tod anhaltende Verehrung der Bevölkerung aus seinem Wirkungsbereich. Der in Hronov geborene Schriftsteller Alois Jirásek setzte ihm mit dem historischen Roman „U nás“ ein Denkmal. In dem Roman wird Regner nach seinem Geburtsort als „Havlovicky“ bezeichnet und als eine in seiner Zeit verehrte und geachtete Persönlichkeit beschrieben. Der Roman entstand in den Jahren 1895–1903 und dürfte in der Darstellung von Josef Regner weitgehend authentisch sein, da Jirasek umfassende Recherchen bei damals noch lebenden Verwandten und anderen Zeitzeugen einholte.